# Cirey
Pour les articles homonymes, voir Cirey (homonymie).
Cirey, appelée aussi Cirey-lès-Bellevaux, est une commune française située dans le département de la Haute-Saône, la région culturelle et historique de Franche-Comté et la région administrative Bourgogne-Franche-Comté.

## Géographie
Le village est traversé par la RD 31. La RD 15| reliant l'est à l'ouest de la Haute-Saône traverse quant à lui Marloz.

### Communes limitrophes
Les communes limitrophes sont  Beaumotte-Aubertans, Chambornay-lès-Bellevaux, Rigney, Rioz, Ruhans, Traitiéfontaine, Valleroy et Vandelans.

### Climat
Pour des articles plus généraux, voir Climat de la Bourgogne-Franche-Comté et Climat de la Haute-Saône.
En 2010, le climat de la commune est de type climat des marges montargnardes, selon une étude du Centre national de la recherche scientifique s'appuyant sur une série de données couvrant la période 1971-2000. En 2020, Météo-France publie une typologie des climats de la France métropolitaine dans laquelle la commune est exposée à un climat semi-continental et est dans la région climatique Lorraine, plateau de Langres, Morvan, caractérisée par un hiver rude (1,5 °C), des vents modérés et des brouillards fréquents en automne et hiver.
Pour la période 1971-2000, la température annuelle moyenne est de 10,6 °C, avec une amplitude thermique annuelle de 17,3 °C. Le cumul annuel moyen de précipitations est de 1 078 mm, avec 12,8 jours de précipitations en janvier et 9,6 jours en juillet. Pour la période 1991-2020, la température moyenne annuelle observée sur la station météorologique de Météo-France la plus proche, « Rioz », sur la commune de Rioz à 6 km à vol d'oiseau, est de 11,2 °C et le cumul annuel moyen de précipitations est de 1 084,6 mm. 
La température maximale relevée sur cette station est de 39,6 °C, atteinte le 25 juillet 2019 ; la température minimale est de −21,8 °C, atteinte le 20 décembre 2009,,.
Les paramètres climatiques de la commune ont été estimés pour le milieu du siècle (2041-2070) selon différents scénarios d'émission de gaz à effet de serre à partir des nouvelles projections climatiques de référence DRIAS-2020. Ils sont consultables sur un site dédié publié par Météo-France en novembre 2022.

## Urbanisme

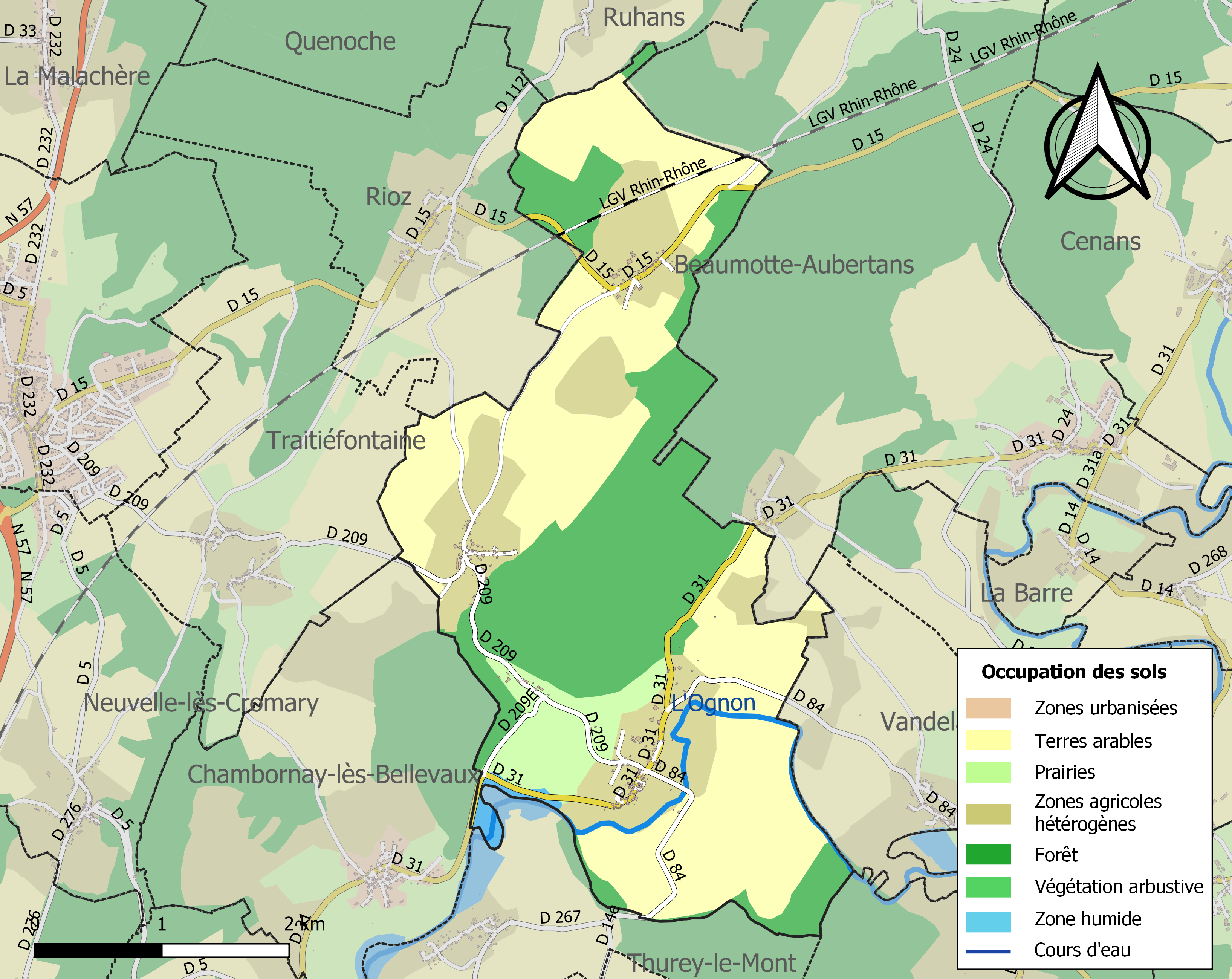
Carte des infrastructures et de l'occupation des sols de la commune en 2018 (CLC).

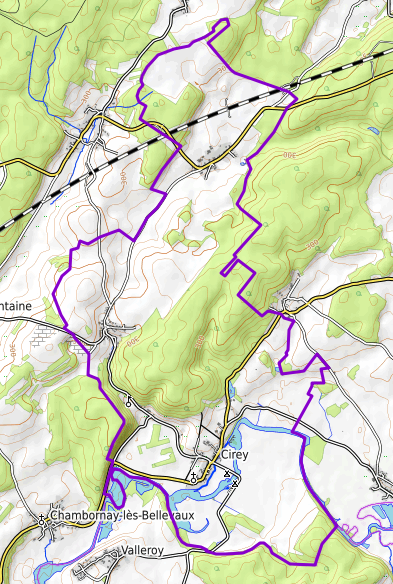
carte topographique de la commune en 2021.

### Typologie
Au 1er janvier 2024, Cirey est catégorisée commune rurale à habitat dispersé, selon la nouvelle grille communale de densité à sept niveaux définie par l'Insee en 2022.
Elle est située hors unité urbaine. Par ailleurs la commune fait partie de l'aire d'attraction de Besançon, dont elle est une commune de la couronne,. Cette aire, qui regroupe 310 communes, est catégorisée dans les aires de 200 000 à moins de 700 000 habitants,.

### Occupation des sols
L'occupation des sols de la commune, telle qu'elle ressort de la base de données européenne d’occupation biophysique des sols Corine Land Cover (CLC), est marquée par l'importance des territoires agricoles (69,5 % en 2018), une proportion identique à celle de 1990 (69,5 %). La répartition détaillée en 2018 est la suivante : terres arables (42,3 %), forêts (29,4 %), zones agricoles hétérogènes (21,1 %), prairies (6,1 %), eaux continentales (1,1 %). L'évolution de l’occupation des sols de la commune et de ses infrastructures peut être observée sur les différentes représentations cartographiques du territoire : la carte de Cassini (XVIIIe siècle), la carte d'état-major (1820-1866) et les cartes ou photos aériennes de l'IGN pour la période actuelle (1950 à aujourd'hui).

### Lieux-dits et hameaux
Outre le bourg, le territoire de la commune comprend les villages de Marloz, Neuves-Granges et Bellevaux.

### Habitat et logement
En 2020, le nombre total de logements dans la commune était de 165, alors qu'il était de 158 en 2015 et de 149 en 2010.
Parmi ces logements, 83,7 % étaient des résidences principales, 9 % des résidences secondaires et 7,2 % des logements vacants. Ces logements étaient pour 86,7 % d'entre eux des maisons individuelles et pour 11,5 % des appartements.
Le tableau ci-dessous présente la typologie des logements à Cirey en 2020 en comparaison avec celle de la Haute-Saône et de la France entière. Une caractéristique marquante du parc de logements est ainsi une proportion de résidences secondaires et logements occasionnels (9 %) supérieure à celle du département (6,2 %) et comparable à celle de la France entière (9,7 %). Concernant le statut d'occupation de ces logements, 72,5 % des habitants de la commune sont propriétaires de leur logement (73,2 % en 2015), contre 68,8 % pour la Haute-Saône et 57,5 pour la France entière.
| Typologie                                               | Cirey | Haute-Saône | France entière |
| ------------------------------------------------------- | ----- | ----------- | -------------- |
| Résidences principales (en %)                           | 83,7  | 83          | 82,1           |
| Résidences secondaires et logements occasionnels (en %) | 9     | 6,2         | 9,7            |
| Logements vacants (en %)                                | 7,2   | 10,7        | 8,2            |

## Histoire

### Révolution française et Empire

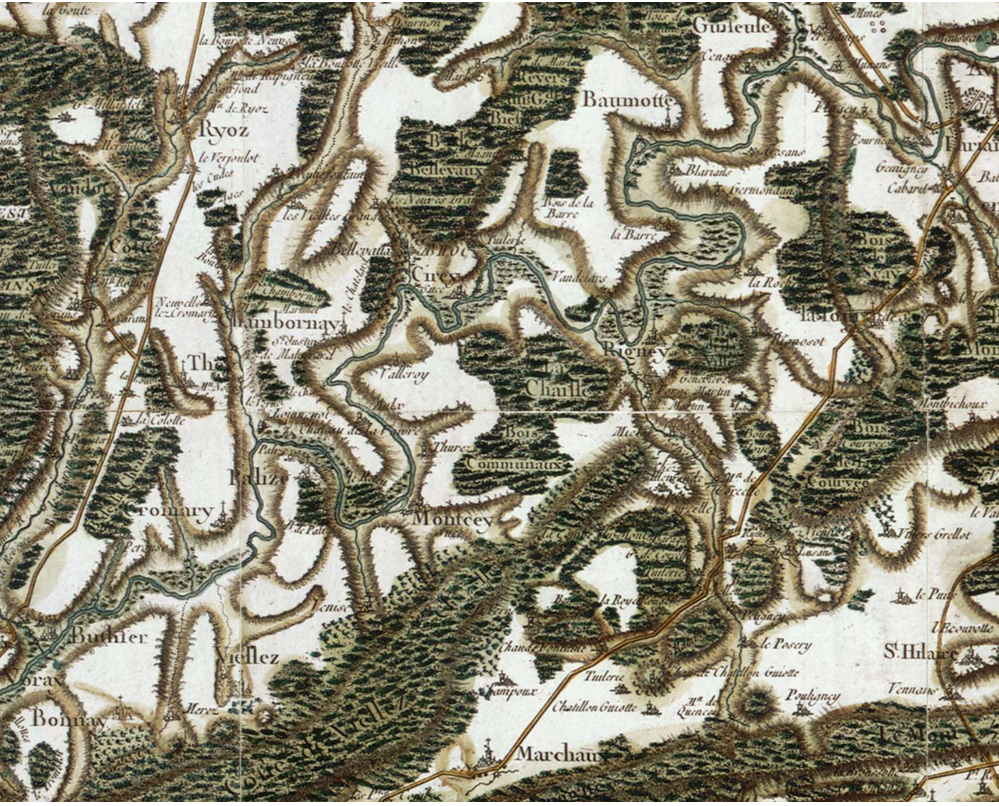
Bellevaux sur la carte de Cassini.

Cirey a absorbé entre 1790 et 1794 l'ancienne commune de Bellevaux, en 1807 celle des Neuves-Granges et en 1808 celle de Marloz, qui sont désormais des hameaux : 
- Bellevaux est principalement constitué d'un corps de bâtiment appelé « le château » subsistant de l'ancienne l’ancienne abbaye cistercienne de Bellevaux (de laquelle provient le nom), d'une ancienne ferme qui appartenait à l’abbaye et de quelques autres bâtiments construits au XXe siècle.
Le hameau dépendait pour ses communications du bureau de poste de Rioz[14],[15].
- En 1807, l'ancienne commune de Neuves-Granges est rattachée à Cirey. En 1806, sa population était de 198 habitants[16].
- En 1808, l'ancienne commune de Marloz est rattachée à Cirey. En 1806, elle comptait 221 habitants[17].

## Politique et administration

Carte départementale représentant en rouge la communauté de communes du Pays Riolais.

### Rattachements administratifs et électoraux
La commune fait partie de l'arrondissement de Vesoul du département de la Haute-Saône, en région Bourgogne-Franche-Comté. Pour l'élection des députés, elle dépend de la première circonscription de la Haute-Saône.
Elle fait partie depuis 1801 du canton de Rioz. Dans le cadre du redécoupage cantonal de 2014 en France, ce canton s'accroît et passe de 27 à 52 communes.

### Intercommunalité
La commune est membre de la communauté de communes du Pays riolais, créée le 29 décembre 1999.

### Liste des maires
| Période                                  | Période                   | Identité          | Étiquette | Qualité                                                                         |
| ---------------------------------------- | ------------------------- | ----------------- | --------- | ------------------------------------------------------------------------------- |
| Les données manquantes sont à compléter. |                           |                   |           |                                                                                 |
| 2001                                     | mars 2008                 | Gérard Isabey     |           |                                                                                 |
| mars 2008                                | mars 2023                 | Jean-Jacques Noël |           | Bibliothécaire Vice-président de la CC du Pays Riolais (2020 → ) Démissionnaire |
| septembre 2023                           | En cours (au 6 juin 2023) | Christine Moine   |           |                                                                                 |

## Équipements et services publics

### Eau et déchets
La commune s'est dotée en 2015 d'une station d'épuration de type rhizosphère plantée de roseaux, située entre le hameau des Neuves-Granges et le château de Bellevaux. Parallèlement, les hameaux des Neuves-Granges et de Bellevaux ont été raccordés au réseau d'eau potable du village, remplaçant l'ancien captage qui distribuait de l'eau turbide.

## Population et société

### Démographie
L'évolution du nombre d'habitants est connue à travers les recensements de la population effectués dans la commune depuis 1793. Pour les communes de moins de 10 000 habitants, une enquête de recensement portant sur toute la population est réalisée tous les cinq ans, les populations de référence des années intermédiaires étant quant à elles estimées par interpolation ou extrapolation. Pour la commune, le premier recensement exhaustif entrant dans le cadre du nouveau dispositif a été réalisé en 2008.

En 2022, la commune comptait 371 habitants, en évolution de +2,2 % par rapport à 2016 (Haute-Saône : −1,4 %, France hors Mayotte : +2,11 %).
| 1793 | 1800 | 1806 | 1821 | 1831 | 1836 | 1841 | 1846 | 1851 |
| ---- | ---- | ---- | ---- | ---- | ---- | ---- | ---- | ---- |
| 278  | 284  | 315  | 678  | 647  | 601  | 566  | 565  | 548  |

| 1856 | 1861 | 1866 | 1872 | 1876 | 1881 | 1886 | 1891 | 1896 |
| ---- | ---- | ---- | ---- | ---- | ---- | ---- | ---- | ---- |
| 485  | 475  | 451  | 401  | 391  | 388  | 388  | 375  | 361  |

| 1901 | 1906 | 1911 | 1921 | 1926 | 1931 | 1936 | 1946 | 1954 |
| ---- | ---- | ---- | ---- | ---- | ---- | ---- | ---- | ---- |
| 333  | 325  | 298  | 281  | 300  | 249  | 250  | 242  | 200  |

| 1962 | 1968 | 1975 | 1982 | 1990 | 1999 | 2006 | 2008 | 2013 |
| ---- | ---- | ---- | ---- | ---- | ---- | ---- | ---- | ---- |
| 192  | 189  | 185  | 200  | 225  | 232  | 308  | 330  | 353  |

| 2018 | 2022 | - | - | - | - | - | - | - |
| ---- | ---- | - | - | - | - | - | - | - |
| 373  | 371  | - | - | - | - | - | - | - |

### Manifestations culturelles et festivités
2019 sera marquée par les festivités commémorant le 900e anniversaire de la fondation de l'Abbaye Notre-Dame de Bellevaux, organisées les 24 et 25 août.

## Culture locale et patrimoine

### Lieux et monuments
- Église Saint-Maurice de Cirey[29] (XVIIIe siècle).
- Abbaye Notre-Dame de Bellevaux[30], fondée en 1119, première fille de l'abbaye de Morimond.
Le canal d'amenée des eaux de l'abbaye,dit « canal des Moines » a été dégagé et réhabilité en 2016[31].
- Parc du château de Bellevaux[32], propriété privée ouverte au public.
- Le moulin sur une dérivation de l'Ognon.
- Le lavoir de Neuves granges.
- Le pont métallique sur l'Ognon.

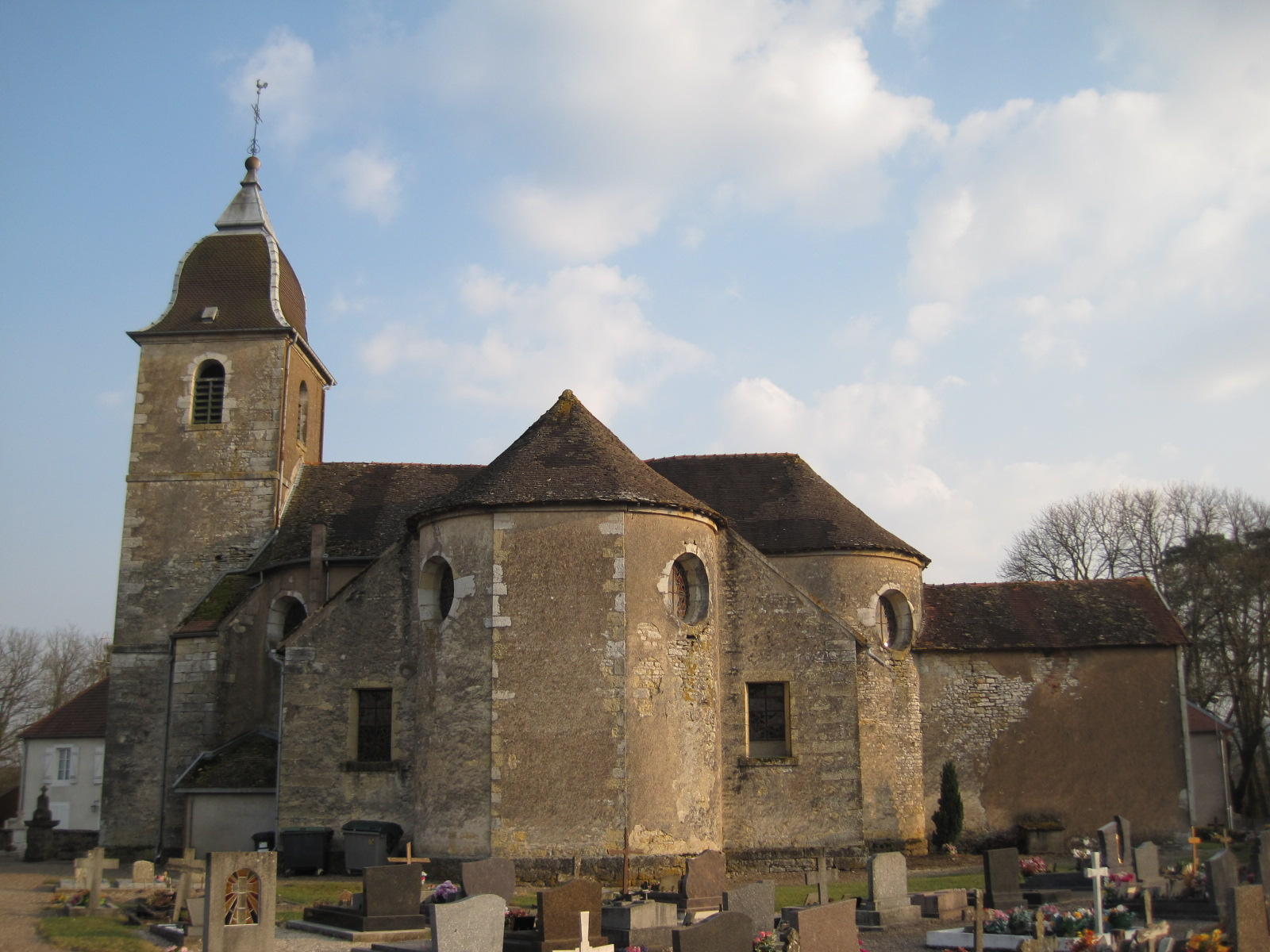
Église Saint-Maurice de Cirey.
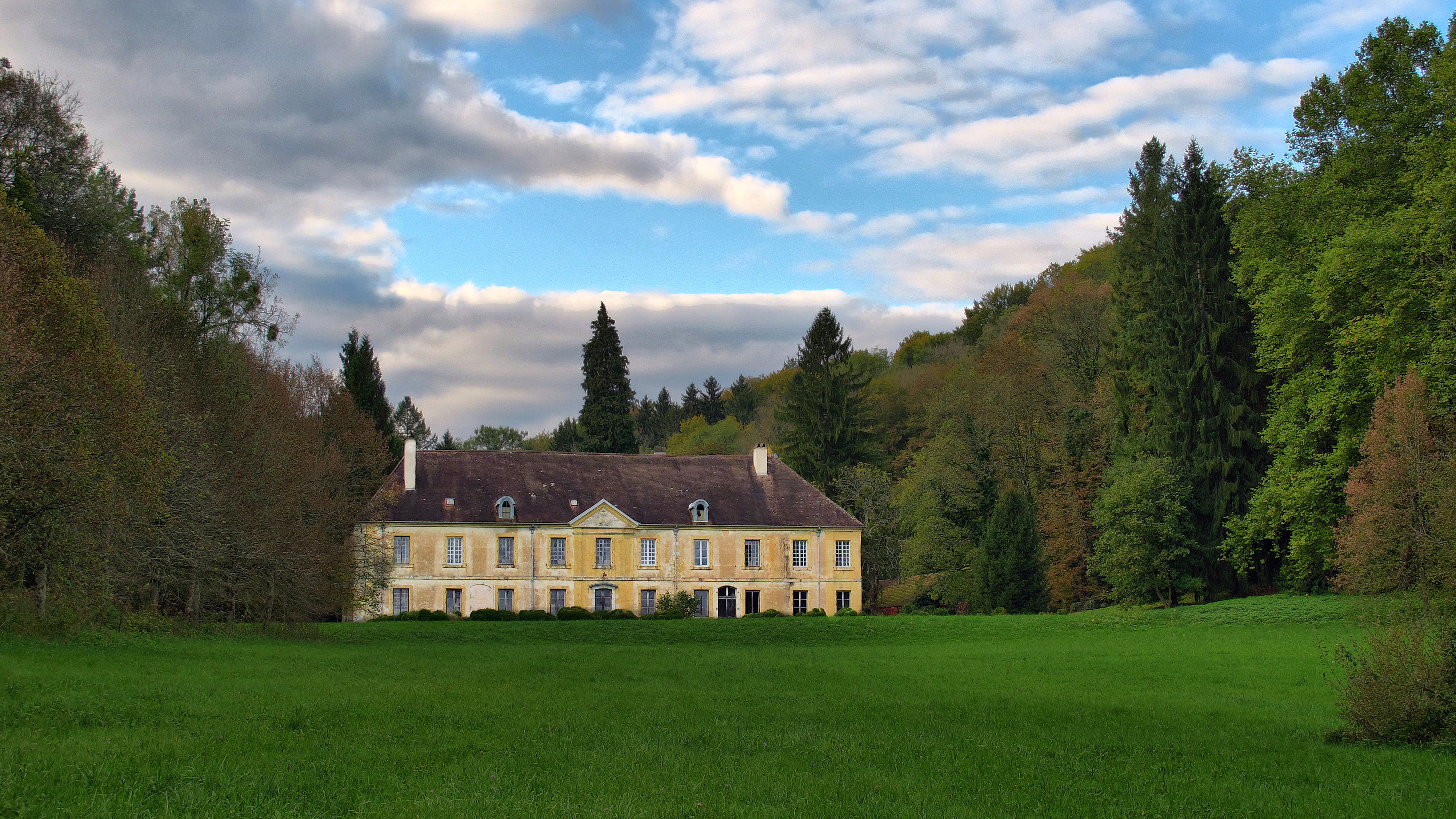
Abbaye Notre-Dame de Bellevaux.
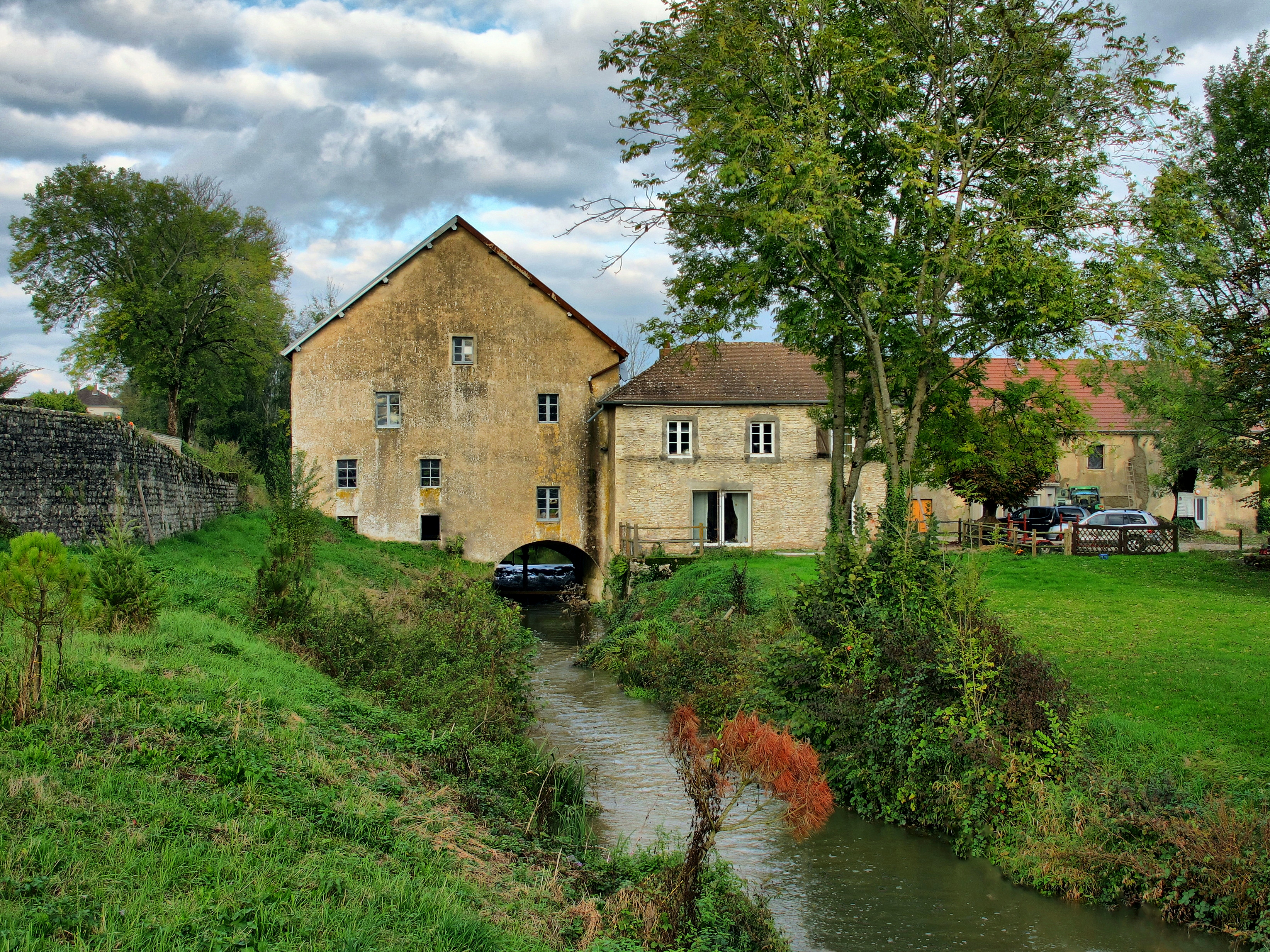
Le moulin.
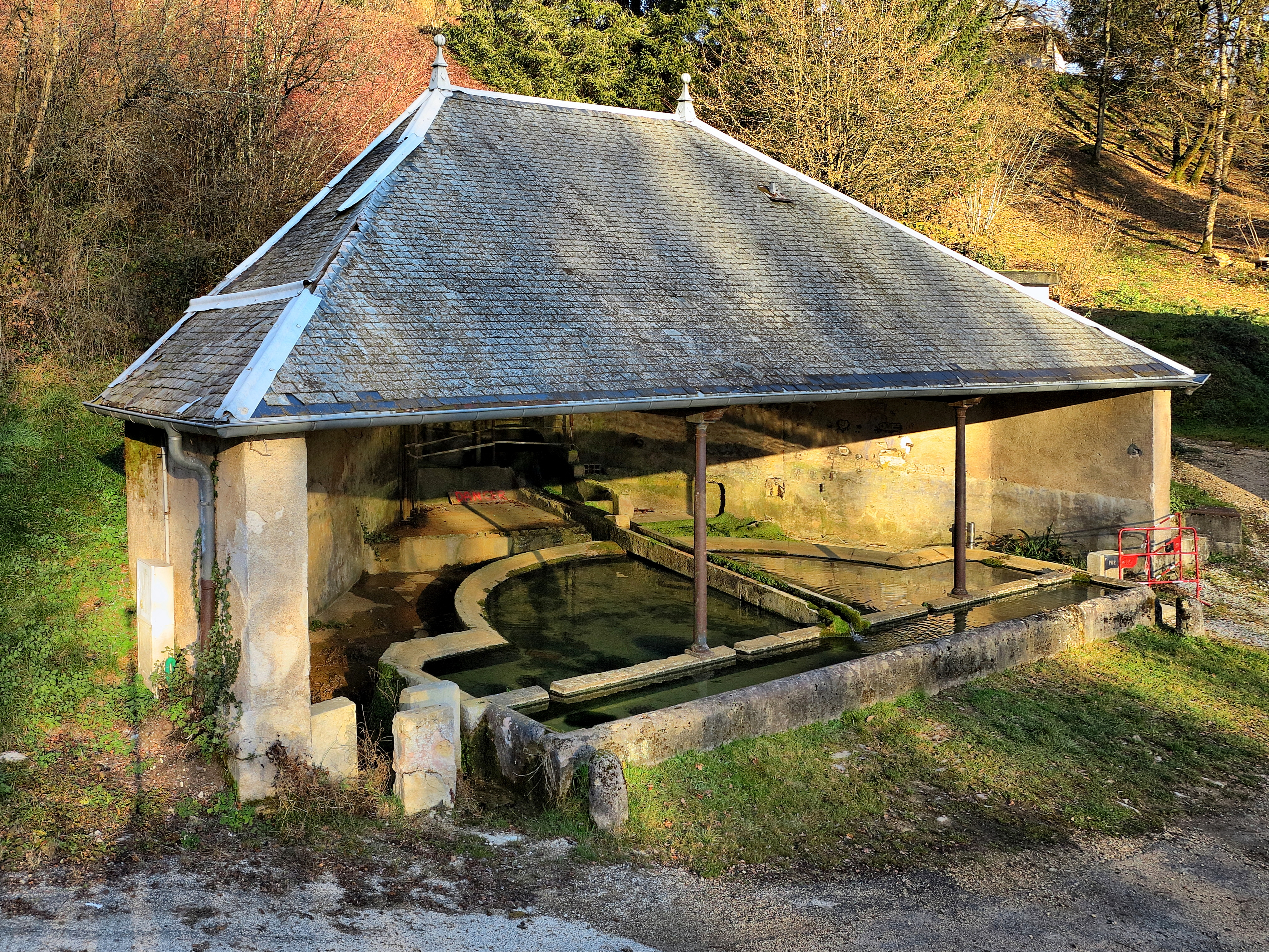
Le lavoir-abreuvoir de Neuves Granges.
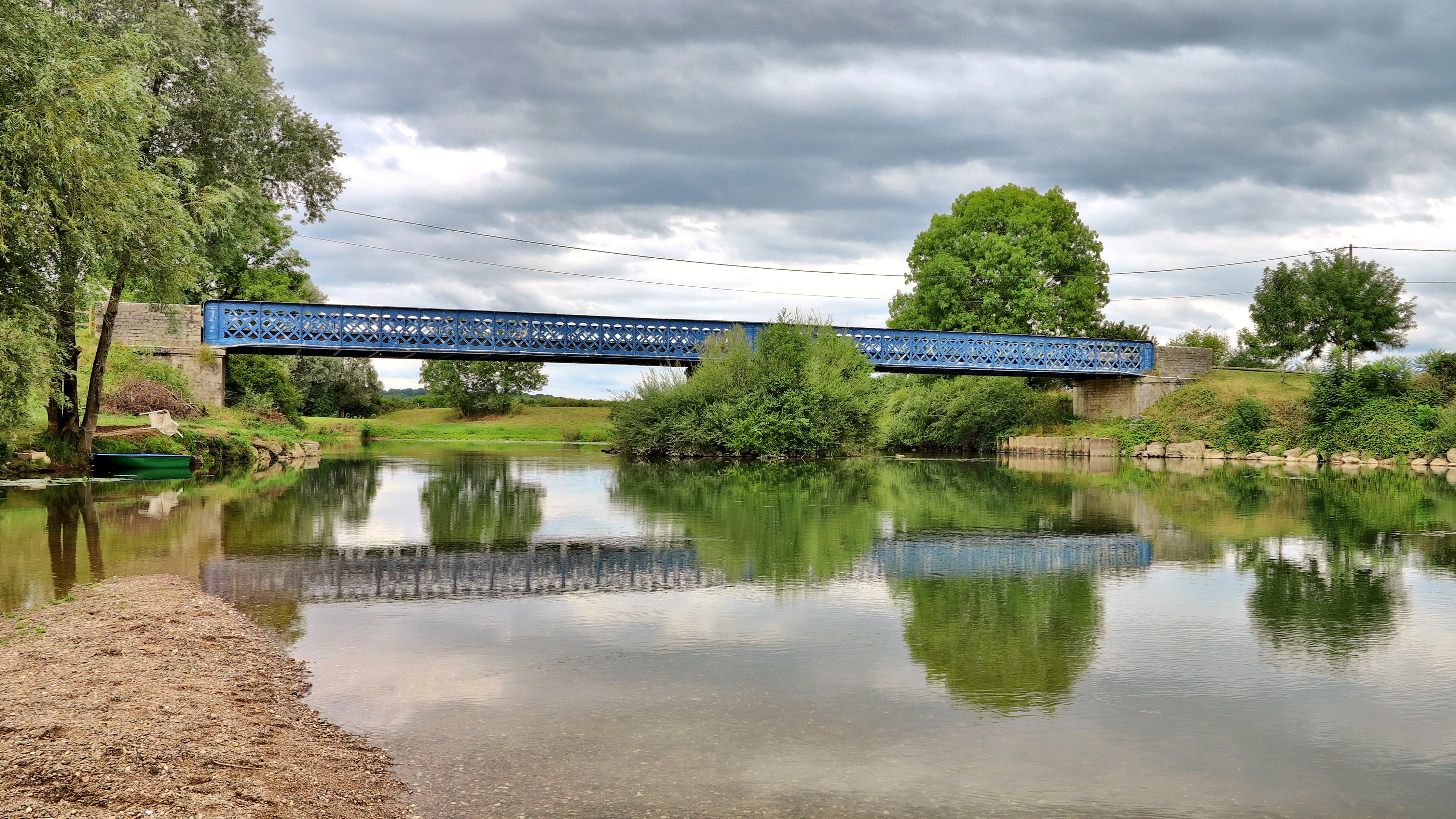
Le pont sur l'Ognon.

### Personnalités liées à la commune
- Pascal Coupot (1964), sculpteur et céramiste.
- Saint Pierre de Tarentaise, mort à Bellevaux en 1174.

## Pour approfondir